# Кхмер-Кромська федерація
Кхмер-Кромська федерація (кхмер. សហព័ន្ធ ខ្មែរ កម្ពុជាក្រោម) — міжнародна правозахисна організація, розташована в США. Представляє інтереси корінних народів дельти Меконгу у В'єтнамі. Виступає на захист прав етнічних меншин, свободи віросповідання та права на самовизначення. Член Організації непредставлених націй та народів (2001).

## Історія
Організація була утворена в 1985 році на Першій Світовій Конвенції Кхмер-Кром, яка пройшла в Нью-Йорку, США. У 1996 році на п'ятому з'їзді організації в Торонто (Канада) Кхмер-Кромська федерація отримала нинішню назву. З 2001 року ККФ входить в Організацію непредставлених націй та народів.

## Цілі
Метою організації є захист інтересів корінних народів В'єтнаму, що проживають в дельті Меконгу. ККФ виступає на захист базових прав людини, свободу віросповідання і права на самовизначення. Для досягнення своїх цілей організація заявляє використання тільки ненасильницьких методів і міжнародного права.

## Прапор
Прапором ККФ має вигляд горизонтального полотна із співвідношенням сторін 2:3. Полотнище складається з трьох горизонтальних смуг, які символізують:
- Синій — свобода і демократія
- Золотий — мир і справедливість
- Червоний — мужність і самопожертва на благо народу